# Eoisotachis stephanii
Eoisotachis stephanii là một loài rêu trong họ Balantiopsaceae. Loài này được E.S. Salmon R.M. Schust. mô tả khoa học đầu tiên..